# Michał Żytniak
Michał „Żyto” Żytniak (ur. 8 października 1983 w Częstochowie) – polski artysta, malarz, muzyk, raper. Współtwórca duetu ŻYTO/NOON. Współzałożyciel marki odzieżowej Ladra. Mieszka i tworzy w Warszawie.

## Życiorys
Karierę muzyczną rozpoczął od rapu w 2012 roku, kiedy to nawiązał współpracę z Marcinem Grabskim, właścicielem wytwórni Asfalt Records. W wyniku tej współpracy wydał swoją pierwszą solową płytę „Żyto” zrealizowaną przez Asfalt Records. Na debiutanckim krążku Żyto znalazły się kawałki takie jak – „Czy matka wie że ćpiesz”, „W Labiryncie” czy „To nie ja”. Szerokim echem odbił się najpopularniejszy singiel z krążka – „Czy matka wie że ćpiesz”. Na płycie znalazł się również utwór „Jest mi trudno” do którego teledysk został zarealizowany przez Mikołaja Bugajaka ps. Noon. W 2014 roku Sokół, właściciel wytwórni muzycznej PROSTO zaprosił Żyto do współpracy, w wyniku której powstał drugi solowy album artysty zatytułowany „Wiry”. Na płycie zagościli m.in. Kękę, Małolat, Olekhds.

## Kariera artystyczna
W 2015 roku Żytniak zwracając się ku sztukom wizualnym rozpoczął studia na Akademii im. Jana Długosza w Częstochowie (dziś Uniwersytet Humanistyczno-Przyrodniczy) na kierunku grafika warsztatowa. W 2016 roku artysta przeprowadził się do Warszawy, gdzie wraz z przyjacielem założył casualową markę odzieżową Ladra.
Prace Michała Żytniaka są sprzedawane przez domy aukcyjne Artoffice oraz DESA UNICUM. Jego obrazy mają w swojej kolekcji m.in. Julia Wieniawa, Magdalena Schejbal, Oskar Tuszyński z zespołu PRO8L3M, Paluch, Kękę, Piotr Sobociński Jr.
Wywiady z artystą były publikowane m.in. przez redakcję Elle, VOGUE Polska oraz Noizz.pl. Żytniak udzielił również wywiadu do książki Jacka Balińskiego i Bartka Strowskiego „To nie jest Hip-Hop. Rozmowy II”.

## Kariera muzyczna
W 2021 roku artysta powrócił do kariery muzycznej wydając wraz z producentem Mikołajem Bugajakiem znanym pod pseudonimem Noon album Morza Południowe. Album został wydany nakładem oficyny Nowe Nagrania. Nagrania dotarły do 14. miejsca zestawienia OLiS.
Michał Żytniak jest również autorem tekstów do muzyki w filmie „Zadra” w reżyserii Grzegorza Mołdy, który miał swoją premierę na jesieni 2022 r.